# Banini Kikinda
Banini Kikinda (code BELEX : BNNI) est une entreprise serbe qui a son siège social à Kikinda, dans la province de Voïvodine. Elle travaille dans le secteur de l'agroalimentaire. Elle entre dans la composition du BELEXline, l'un des principaux indices de la Bourse de Belgrade.

## Historique
Banini Kikinda a été admise au libre marché de la Bourse de Belgrade le 5 mai 2005.

## Activités
La société Banini est spécialisée dans la fabrication de diverses sortes de pâtisseries : gaufrettes, gâteaux, biscuits ; elle produit aussi des biscuits salés et toutes sortes de produits boulangers. Parmi les marques qui distribuent ses produits, on peut citer Domaćica, Noblice et Toto (biscuits), Tango (pâtes à tartiner à la noisette), Grete (pâtisserie), Njamb et Grom (gaufrettes), Rum Kasato (desserts) et Trik (crackers).
La société distribue ses produits en Serbie, au Monténégro, en Macédoine, en Bosnie-Herzégovine, en Croatie, en Slovénie, en Hongrie, en Suède et en Algérie. En Serbie, la distribution s'effectue par l'intermédiaire de sa filiale Banini Trade d.o.o. qui opère à partir de 5 villes : Belgrade, Cacak, Niš, Novi Sad et Kikinda.

## Données boursières
Le 6 juin 2014, l'action de Banini Kikinda valait 2 400 RSD (20,76 EUR). Elle a connu son cours le plus élevé, soit 75 000 RSD (648,91 EUR), le 4 mai 2007 et son cours le plus bas, soit 700 RSD (6,05 EUR), le 21 novembre 2013.
Le capital de Banini Kikinda est détenu à hauteur de 71,14 % par des entités juridiques, dont 64,18 % par Banini Trade d.o.o. ; les personnes physiques en détiennent 21,76 %.